# مرغ کدر کاکل‌سیاه
مرغ کدر کاکل‌سیاه (نام علمی: Tityra inquisitor) نام یک گونه از سرده مرغ کدر است.